# بخش تینسوکیا
بخش تینسوکیا (به انگلیسی: Tinsukia district) یک منطقهٔ مسکونی در هند است که در Upper Assam واقع شده‌است. بخش تینسوکیا ۳٬۷۹۰ کیلومتر مربع مساحت و ۱٬۳۲۷٬۹۲۹ نفر جمعیت دارد.